# Lofa (Fluss)
Der Lofa (englisch: Lofa  River), auch bekannt als Little Cape Mount River,  ist ein Fluss in Westafrika, Anrainer sind die Republiken Liberia und Guinea (nur Quellgebiet). Der Lofa ist wegen zahlloser Stromschnellen und Untiefen nicht schiffbar, wird aber seit Jahrhunderten von den Afrikanern mit Booten und Einbäumen als Transportweg genutzt.

## Verlauf
Der Lofa hat seine Quellen etwa 15 Kilometer nordöstlich der Stadt Macenta, in der Region Faranah im Südosten der Republik Guinea. Sein Einzugsgebiet hat eine Größe von 10.612 km². Er durchfließt den westlichen Landesteil der Republik Liberia (Lofa-, Gbarpolu- und Bomi-County) und mündet südlich von Bomboja in den Atlantik.
Im Mittellauf trifft der Fluss auf die Bergkette Wonegizi Range und durchfließt den Kpelle National Forest.

## Hydrometrie
Die Wasserführung des Flusses wechselt im jahreszeitlichen Verlauf beständig:
- am Oberlauf, an der hydrographischen Station Dougami, Liberia, Einzugsgebiet 236 km², wird das Maximum im Monat September erreicht, es beträgt 123,9 m³/s, das Minimum wird im Februar mit 4,6 m³/s registriert.[5]

- am Unterlauf, an der hydrographischen Station „Lofa Bridge (03LO001)“, Liberia, Einzugsgebiet 8 194 km², lag der höchste gemessene Abfluss im September 2013 bei 1314 m³/s und das Minimum im März 2016 bei 2 m³/s. Der durchschnittliche Abfluss liegt bei 31 m³/s (siehe Diagramm).[3]

## Fauna
Am Oberlauf des Lofa befindet sich ein Verbreitungsgebiet des Zwergflusspferdes, dort wurde 1911 im Auftrag der New York Zoological Society ein Paar dieser seltenen Tiere vom deutschen Afrikaforscher Hans Schomburgk gefangen und auf abenteuerlichen Wegen in die USA gebracht.

## Rohstoffe
Am Lofa wurden schon im 19. Jahrhundert Diamanten und Goldvorkommen entdeckt, diese werden von einheimischen Goldsuchern und Abenteurern ohne den Einsatz moderner Bergbautechnik abgebaut.
Am Unterlauf befinden sich ausgedehnte Kautschuk-Plantagen.